# Love Is Love (film 1919)
Love Is Love è un film muto del 1919 diretto da Scott R. Dunlap. Prodotto dalla Fox Film Corporation, aveva come interpreti Albert Ray, Elinor Fair, William Ryno, Hayward Mack, John Cossar.

## Trama
Il fabbro Nick Barket costringe il suo lavorante, Gerry Sands, un ragazzo giovane e dal carattere influenzabile, a partecipare ad alcune rapine. Durante una di queste, Gerry, che ha velleità letterarie, viene distratto dal trovare una copia di Amleto: la lettura di qualche pagina del capolavoro di Shakespeare lo porta a pentirsi di ciò che fa e a decidersi ad abbandonare il suo capo. Felice, la fidanzata Polly Ann Kerry gli trova un lavoro nell'albergo dove lavora pure lei. Ma Red Devlin, la mente che si trova dietro alle rapine, incastra Gerry per furto. Il giovane lascia la città per recarsi nel West, dove diventa tipografo per un giornale. Polly, che crede di essere stata abbandonata, si ammala di dolore. Il giovane, rischiando l'arresto, torna indietro per vederla, recandosi alla stazione di polizia. Il capitano di polizia, innamorato di Polly, si rende però conto che lei ama Gerry e concede al ragazzo ventiquattro ore di libertà vigilata per trovarla e sposarla. Polly, però, crede che Gerry voglia sposarla solo per sfuggire alla prigione: deve intervenire il capitano per convincerla che Gerry la ama davvero e le nozze hanno finalmente luogo.

## Produzione
Il film fu prodotto dalla Fox Film Corporation.

## Distribuzione
Il copyright del film, richiesto da William Fox, fu registrato il 17 agosto 1919 con il numero LP14093.
Distribuito dalla Fox Film Corporation, il film uscì nelle sale statunitensi il 17 agosto 1919.
Non si conoscono copie ancora esistenti della pellicola che viene considerata presumibilmente perduta.